# Hamburg (Arkansas)
Hamburg es una ciudad en el condado de Ashley, Arkansas, Estados Unidos. Para el censo de 2000 la población era de 3039 habitantes. La ciudad es la sede del condado de Ashley.

## Geografía
Hamburg se localiza a 33°13′39″N 91°47′54″O / 33.22750, -91.79833. De acuerdo a la Oficina del Censo de los Estados Unidos, la ciudad tiene un área total de 8,8 km², de los cuales el 100% es tierra.

## Demografía
Para el censo de 2000, había 3.039 personas, 1.158 hogares y 802 familias en la ciudad. La densidad de población era 345,3 hab/km². Había 1.264 viviendas para una densidad promedio de 143,1 por kilómetro cuadrado. De la población 60,32% eran blancos, 33,63% afroamericanos, 0,36% amerindios, 0,13% asiáticos, 0,10% isleños del Pacífico, 3,62% de otras razas y 1,84% de dos o más razas. 6,55% de la población eran hispanos o latinos de cualquier raza.
Se contaron 1.158 hogares, de los cuales 33,6% tenían niños menores de 18 años, 49,7% eran parejas casadas viviendo juntos, 16,0% tenían una mujer como cabeza del hogar sin marido presente y 30,7% eran hogares no familiares. 27,7% de los hogares eran un solo miembro y 15,1% tenían alguien mayor de 65 años viviendo solo. La cantidad de miembros promedio por hogar era de 2,55 y el tamaño promedio de familia era de 3,12.
En la ciudad la población está distribuida en 27,9% menores de 18 años, 7,9% entre 18 y 24, 26,5% entre 25 y 44, 20,4% entre 45 y 64 y 17,3% tenían 65 o más años. La edad media fue 37 años. Por cada 100 mujeres había 89,9 varones. Por cada 100 mujeres mayores de 18 años había 84,4 varones.
El ingreso medio para un hogar en la ciudad fue de $26.189 y el ingreso medio para una familia $36.875. Los hombres tuvieron un ingreso promedio de $28.696 contra $20.750 de las mujeres. El ingreso per cápita de la ciudad fue de $14.599. Cerca de 20,8% de las familias y 25,2% de la población estaban por debajo de la línea de pobreza, 35,1% de los cuales eran menores de 18 años y 19,9% mayores de 65.

## Residentes y nativos notables
- Scottie Pippen, jugador de la NBA
- Stevi Perry, Miss Teen USA 2006
- Van H. Manning, diputado estadounidense por el estado de Misisipi